# Mandrokles z Samos
Mandrokles z Samos – grecki inżynier i architekt z VI w. p.n.e., konstruktor mostu łyżwowego nad Bosforem w 513–512 roku p.n.e. – pierwszego udokumentowanego mostu nad tą cieśniną. Przeprawa ta umożliwiła armii perskiej sprawne jej pokonanie.

## Życiorys
Mandrokles pochodził z wyspy Samos i służył perskiemu królowi Dariuszowi I Wielkiemu (ok. 550–485 p.n.e.). Mógł być uczniem Eupalinosa z Megary .
Według Herodota (ok. 484–426 p.n.e.) w 513–512 roku p.n.e. skonstruował most łyżwowy nad Bosforem  na północ od Bizancjum – pierwszy udokumentowany most nad cieśniną. Dariusz nakazał wzniesienie dwóch filarów po stronie europejskiej z wyrytymi nazwiskami członków swojej armii – filary te widział Herodot. Konstrukcja oparta była na wielu łodziach powiązanych ze sobą, na których wzniesiono „pokład” z drewnianych desek. Most był wielkim osiągnięciem inżynieryjnym z uwagi na rozwiązania pozwalające na pokonanie niesprzyjających prądów morskich i zapewnienie bezpiecznej przeprawy armii, sprzętu i zwierząt, zarówno w drodze do Europy, jak i z powrotem . Dariusz sowicie wynagrodził architekta. Mandrokles był tak dumny ze swojej konstrukcji, że za część nagrody ufundował obraz mostu, który dedykował Herze, patronce Samos, i złożył w świątyni bogini na wyspie. Po przeprawie armii perskiej most został rozmontowany.
Mandrokles prawdopodobnie skonstruował również most łyżwowy nad Dunajem .